# 許靜芝
許靜芝（1968年—），中華民國陸軍中將。現任海巡署中將副署長，曾任海巡署北部地區巡防局少將局長、海巡署巡防組少將組長、海巡署南部分署少將分署長。畢業於陸軍官校專科77年班、 陸軍步兵學校83年班、 三軍大學指參班87年班、國防大學戰爭學院102年班，2014年1月1日晉升少將，2021年1月1日晉升中將
。